# Psychoda surcoufi
Psychoda surcoufi är en tvåvingeart som beskrevs av Tonnoir 1922. Psychoda surcoufi ingår i släktet Psychoda och familjen fjärilsmyggor. Inga underarter finns listade i Catalogue of Life.